# Naturschutzgebiet Lohgraben-Herzgraben
Das Naturschutzgebiet Lohgraben-Herzgraben mit einer Größe von 12,39 ha liegt südlich von Dreislar im Stadtgebiet von Medebach. Es wurde 2003 mit dem Landschaftsplan Medebach durch den Hochsauerlandkreis als Naturschutzgebiet (NSG) ausgewiesen. Das NSG ist Teil des Europäischen Vogelschutzgebiets Medebacher Bucht. Das NSG besteht aus zwei Teilflächen. Im Osten geht das NSG bis zur Landesgrenze nach Hessen. Im Süden reicht das NSG bis zur Stadtgrenze zu Hallenberg.

## Gebietsbeschreibung
Im NSG handelt es sich um Teile der Grünlandtäler der Bäche Lohgraben und Herzgraben mit randlichen Talhangflächen. Das NSG stellt einen vielfältiger Kulturlandschaftskomplex mit Besenginster-Beständen auf süd-exponierten Hangflächen, Hecken entlang des Talrandes und kleinflächigem Feuchtgrünland und Feuchtbrachen am Bach dar.  

## Tier- und Pflanzenarten im NSG
Der Landschaftsplan führt zum NSG aus: „Das Schutzgebiet besitzt ein repräsentatives Lebensraumgefüge insbesondere für mehrere Leitarten des Vogelschutzgebietes Medebacher Bucht“. Vom Landesamt für Natur, Umwelt und Verbraucherschutz Nordrhein-Westfalen dokumentierter Tierarten im Gebiet: Bluthänfling, (Carduelis cannabina)
Brauner Grashüpfer, Buchfink, Bunter Grashüpfer, Dorngrasmücke, Feldlerche, Gemeiner Grashüpfer, Goldammer, Grünfink, Klappergrasmücke, Kohlmeise, Nachtigall-Grashüpfer, Neuntöter, Ringeltaube, Rotkehlchen, Singdrossel, Turteltaube, Wacholderdrossel, Wiesenpieper. 
Im NSG kommen gefährdete Pflanzenarten vor. Auswahl vom Landesamt dokumentierter Pflanzenarten im Gebiet: Acker-Hornkraut, Acker-Witwenblume, Bachbunge, Bergwiesen-Frauenmantel, Besenginster, Bitteres Schaumkraut, Brennender Hahnenfuß, Echter Wurmfarn, Echtes Johanniskraut, Echtes Labkraut, Echtes Mädesüß, Frauenfarn, Gänseblümchen, Gamander-Ehrenpreis, Geflecktes Johanniskraut, Gegenblättriges Milzkraut, Gemeiner Hohlzahn, Gewöhnliches Ferkelkraut, Großer Wiesenknopf, Großes Hexenkraut, Hain-Gilbweiderich, Harzer Labkraut, Kleine Bibernelle, Kleiner Klappertopf, Kleines Habichtskraut, Knick-Fuchsschwanz, Kornblume, Kriechender Hahnenfuß, Kuckucks-Lichtnelke, Körner-Steinbrech, Magerwiesen-Margerite, Mauerlattich, Moor-Labkraut, Quellen-Hornkraut, Quell-Sternmiere, Roter Fingerhut, Rundblättrige Glockenblume, Salbei-Gamander, Scharfer Hahnenfuß, Schlangen-Knöterich, Spitz-Wegerich,  Spitzlappiger Frauenmantel, Sumpf-Dotterblume, Sumpf-Labkraut, Sumpf-Schachtelhalm, Sumpf-Schafgarbe, Sumpf-Vergissmeinnicht, Vogelknöterich, Vogel-Wicke, Wald-Ehrenpreis, Weißes Labkraut, Wiesen-Bocksbart, Wiesen-Bärenklau, Wiesen-Flockenblume, Wiesen-Kerbel, Wiesen-Schafgarbe und Zaun-Wicke.

## Schutzzweck
Das NSG soll einen vielfältigen Kulturlandschaftskomplex mit einem für das Vogelschutzgebiet Medebacher Bucht bedeutsamen und repräsentativen Lebensraum- und Arteninventar schützen. Wie bei allen Naturschutzgebieten in Deutschland wurde in der Schutzausweisung darauf hingewiesen, dass das Gebiet „wegen der Seltenheit, besonderen Eigenart und Schönheit des Gebietes“ zum Naturschutzgebiet erklärt wurde.